# 中華民国総統官邸
中華民国総統官邸（ちゅうかみんこくそうとうかんてい、繁: 中華民國總統官邸）は、中華民国総統が居住する公邸である。通称は万里寓所（ばんりぐうしょ、繁: 萬里寓所）。
中国語で「寓所」は日本語の「居所」に相当する。同じく「官邸」（官設の邸宅）は日本語の「公邸」（公の邸宅）に相当する。つまり日本では内閣総理大臣が執務する建物を「首相官邸」といい、生活する建物を「首相公邸」というのに対し、台湾では総統が執務する建物を「総統府」といい、生活する建物を「総統官邸」という。
歴代中華民国総統とその官邸には警備上のコードネームがあり、国家安全局が総統の出身地・居住地などから縁起の良い3案を比較検討し、総統自身の決定に供する。蔣経国はアメリカ第7艦隊司令官の休暇用宿泊施設だった建物を総統官邸（七海寓所）としたので第7艦隊の台湾海峡防衛への助力を寓意する「七海」、李登輝は台湾省主席・副総統在任時の官邸の所在地大安区から「天下太平，康健舒泰」という意味で「大安」、陳水扁は台湾最高峰「玉山」、馬英九は官邸の所在地中正区と自宅のある興隆路を組み合わせ「振興台灣」の意味合いを込めた「中興」であった。蔡英文は戸籍があり、かつて住んだ新北市永和区から「永久和平（永久平和）」を象徴する「永和」、頼清徳は出生地である台北県（現在の新北市）の万里にちなんで「万里」とした。
現在の総統官邸は、台北市中正区博愛特区の重慶南路二段と愛国西路との交点付近にある。李登輝が副総統だった時の官邸で、総統に就任するとそのまま総統官邸として「大安寓所」と呼ばれ、2001年に陳水扁が入居した際に「玉山寓所」と命名された。2008年に馬英九が総統に当選・就任すると「中興寓所」と改名された。
蔣介石の士林官邸（士林区）と、厳家淦の厳家淦先生故居（中正区重慶南路）は国の史跡（国定古蹟）、蔣経国の七海寓所（中山区大直）は市の史跡（市定古蹟）に指定されており、2022年には七海寓所を中心とした経国七海文化園区と蔣経国総統図書館が開館した。